# Срђан Тодоровић
Срђан Тодоровић (Београд, 28. март 1965), познат и под надимком Жика, српски је глумац и рок музичар, син глумца Боре Тодоровића. Млађа сестра Дана Тодоровић је такође глумица. Као бубњар, свирао је у београдским групама Екс Радничка Контрола, Центар, Безобразно зелено, Дисциплина кичме (1982—1986), Екатарина Велика (1987—1990) и Казна за уши. Касније се посвећује искључиво глуми. Често се сврстава међу најпознатије српске глумце, а његов таленат, како за драму тако и за комедију, је непобитан.

## Биографија
Завршио је глуму на Факултету драмских уметности у Београду, а једно време се паралелно бавио глумом и музиком. Редовни је члан жирија популарног такмичења талената Ја имам таленат. Ожењен је Аном и имао је сина Дејана који је преминуо у својој трећој години. Мајка му је некадашња балерина Снежана Матић.

## Дискографија

### Са Радничка Контрола
- "Досада" / "ТВ у колору” (1981)

### Са Безобразно зелено
- 1 (1983)

### СаДисциплином Кичме
- Свиђа ми се да ти не буде пријатно (1983)
- Ја имам шарене очи (1985) (ЕП)
- Сви за мном! (1986)
- Дечија песма (1988) (ЕП, гостујуће појављивање)

### СаЕлектричним оргазмом
- А ум бум (1999) (гостујуће појављивање)[7]

### СаЕкатарина Велика
- Љубав (1987)
- Само пар година за нас (1989)
- Неко нас посматра (1993, гостујуће појављивање)
- Као у сну – Ливе '91 (2001, уживо, гостујуће појављивање)

### СаПартибрејкерсима
- Кисело и Слатко (1994) (гостујуће појављивање)[8]

### Са Казна За Уши
- 3 (1994, сплит албум, гостујуће појављивање)
- Излив радости напад среће (1994)

## Награде и признања
- Награду Цар Константин је добио на 40. Филмским сусретима у Нишу за улоге у филмовима Сиви камион црвене боје и Флерт 2005. године.[9]

## Филмографија
| Год.       | Назив                                      | Улога                    |
| ---------- | ------------------------------------------ | ------------------------ |
| 1960-е     |                                            |                          |
| 1968.      | Има љубави, нема љубави                    | Срђан                    |
| 1980-е     |                                            |                          |
| 1986.      | Бал на води                                | млади Кића               |
| 1987.      | Већ виђено                                 | млади Михаило            |
| 1987.      | Догодило се на данашњи дан                 | Малеш                    |
| 1987.      | Октоберфест                                | Горан                    |
| 1988.      | Заборављени                                | Кифла                    |
| 1989.      | Како је пропао рокенрол                    | Кома                     |
| 1990-е     |                                            |                          |
| 1990.      | Заборављени                                | Кифла                    |
| 1991.      | Мала                                       | Миша                     |
| 1992.      | Ми нисмо анђели                            | Ђаво                     |
| 1992.      | Црни бомбардер                             | Флека                    |
| 1993.      | Византијско плаво                          | Токи                     |
| 1995.      | Подземље                                   | Јован                    |
| 1995.      | Била једном једна земља                    | Јован                    |
| 1997.      | Три летња дана                             | Никола                   |
| 1998.      | Три палме за две битанге и рибицу          | Лане                     |
| 1998.      | Црна мачка бели мачор                      | Дадан Карамболо          |
| 2000-е     |                                            |                          |
| 2000.      | Рат уживо                                  | Дуле                     |
| 2000.      | Тандем                                     | Папандреу                |
| 2001.      | Апсолутних сто                             | Игор Гордић              |
| 2002.      | Мртав ’ладан                               | Киза                     |
| 2003.      | Јагода у супермаркету                      | Марко Краљевић           |
| 2004.      | Сиви камион црвене боје                    | Ратко                    |
| 2005.      | Флерт                                      | Мане                     |
| 2005.      | У ординацији                               | мајстор Мића             |
| 2005.      | Ми нисмо анђели 2                          | Ђаво                     |
| 2005.      | Потера за срећ(к)ом                        | Инспектор                |
| 2005.      | Ивкова слава                               | Смук                     |
| 2006.      | Ми нисмо анђели 3: Рокенрол узвраћа ударац | Ђаво                     |
| 2006.      | Не скрећи са стазе                         | Бетмен                   |
| 2007.      | Позориште у кући                           | Боривоје Лаки Лакићевић  |
| 2007.      | Увођење у посао                            | Драги Јовић              |
| 2007—2008. | Вратиће се роде                            | Душко Кртола, Дуле Пацов |
| 2010-е     |                                            |                          |
| 2010.      | Српски филм                                | Милош                    |
| 2010.      | Монтевидео, Бог те видео!                  | Бора Јовановић           |
| 2011.      | Здухач значи авантура                      | Г Спот Батица            |
| 2011.      | Кутија                                     | Аца                      |
| 2012.      | Монтевидео, Бог те видео! (ТВ серија)      | Бора Јовановић           |
| 2013.      | Топ је био врео                            | Лутво                    |
| 2013.      | На путу за Монтевидео                      | Бора Јовановић           |
| 2013.      | Монтевидео, видимо се!                     | Бора Јовановић           |
| 2014.      | Фолк (ТВ серија)                           | Голуб                    |
| 2014.      | Атомски здесна                             | Младен                   |
| 2014.      | Монтевидео, видимо се! (ТВ серија)         | Бора Јовановић           |
| 2017.      | Реквијем за госпођу Ј                      | Луди Гаја                |
| 2017.      | Проклети пас                               | Сергеј                   |
| 2018.      | Јужни ветар                                | Јани                     |
| 2018.      | Жигосани у рекету                          | Долби                    |
| 2018.      | Пси умиру сами                             | Сале                     |
| 2019.      | Балканска међа                             | Горан                    |
| 2019.      | Четири руже                                | Слоба                    |
| 2019.      | Екипа                                      | Хаџи                     |
| 2019.      | Хотел Београд                              | деда                     |
| 2017–2019. | Сенке над Балканом                         | патолог Бабић            |
| 2020-е     |                                            |                          |
| 2021.      | Тома                                       | Бора Тодоровић           |
| 2021.      | Небеса                                     | Микроб                   |
| 2021.      | Није лоше бити човек                       |                          |
| 2022.      | Траг дивљачи                               |                          |
| 2023.      | Тома (ТВ серија)                           | Бора Тодоровић           |